# Copa Libertadores 2014
Copa Libertadores 2014 är 2014 års säsong av fotbollscupen Copa Libertadores och spelades från 28 januari till 13 augusti 2014. I turneringen deltog lag från de tio medlemsländerna i CONMEBOL samt tre lag från Mexiko. Länderna från CONMEBOL hade generellt fått tre platser vardera tilldelade sig, förutom Argentina och Brasilien som fått fem platser. Dessutom blev de regerande mästarna direkt kvalificerade, i det här fallet Corinthians från Brasilien. Totalt deltog 38 lag i turneringen. Det bäst placerade icke-mexikanska laget fick sedan deltaga i VM i fotboll för klubblag 2014.
San Lorenzo de Almagro från Argentina blev mästare efter att ha besegrat Club Nacional från Paraguay i finalen. Detta var lagets första vinst i Copa Libertadores.
Totalt spelades det 138 matcher, med 325 gjorda mål. Meste målskytt, med fem gjorda mål, blev Julio dos Santos från Paraguay spelande för Cerro Porteño (Paraguay), samt Nicolás Olivera från Uruguay spelande för Defensor Sporting (Uruguay).

## Deltagande lag
| Land                         | Lag (Platsnummer)                  | Kvalifikationsmetod                                                             |
| ---------------------------- | ---------------------------------- | ------------------------------------------------------------------------------- |
| Argentina 5 platser          | Vélez Sarsfield (Argentina 1)      | Supermästare av Primera División 2012/2013                                      |
| Argentina 5 platser          | Newell's Old Boys (Argentina 2)    | Vinnare av Final 2013                                                           |
| Argentina 5 platser          | San Lorenzo (Argentina 3)          | Vinnare av Inicial 2013                                                         |
| Argentina 5 platser          | Arsenal (Argentina 4)              | Vinnare av Copa Argentina 2012/2013                                             |
| Argentina 5 platser          | Lanús (Argentina 5)                | Vinnare av Copa Sudamericana 2013                                               |
| Bolivia 3 platser            | Bolívar (Bolivia 1)                | Vinnare av Clausura 2013                                                        |
| Bolivia 3 platser            | The Strongest (Bolivia 2)          | Vinnare av Apertura 2013                                                        |
| Bolivia 3 platser            | Oriente Petrolero (Bolivia 3)      | Tvåa i Clausura 2013                                                            |
| Brasilien 5+1 platser        | Atlético Mineiro (Brasilien 1)     | Vinnare av Copa Libertadores 2013                                               |
| Brasilien 5+1 platser        | Cruzeiro (Brasilien 2)             | Vinnare av Série A 2013                                                         |
| Brasilien 5+1 platser        | Flamengo (Brasilien 3)             | Vinnare av Copa do Brasil 2013                                                  |
| Brasilien 5+1 platser        | Grêmio (Brasilien 4)               | Tvåa i Série A 2013                                                             |
| Brasilien 5+1 platser        | Atlético Paranaense (Brasilien 5)  | Trea i Série A 2013                                                             |
| Brasilien 5+1 platser        | Botafogo (Brasilien 6)             | Fyra i Série A 2013                                                             |
| Chile 3 platser              | Unión Española (Chile 1)           | Vinnare av Transición 2013                                                      |
| Chile 3 platser              | O'Higgins (Chile 2)                | Vinnare av Apertura 2013                                                        |
| Chile 3 platser              | Universidad de Chile (Chile 3)     | Vinnare av Liguilla Pre-Libertadores 2013                                       |
| Colombia 3 platser           | Atlético Nacional (Colombia 1)     | Vinnare av Apertura 2013 och Finalización 2013                                  |
| Colombia 3 platser           | Deportivo Cali (Colombia 2)        | Bäst placerade ej redan kvalificerade lag i den sammanlagda tabellen            |
| Colombia 3 platser           | Santa Fe (Colombia 3)              | Näst bäst placerade ej redan kvalificerade lag i den sammanlagda tabellen       |
| Ecuador 3 platser            | Emelec (Ecuador 1)                 | Vinnare av Serie A 2013                                                         |
| Ecuador 3 platser            | Independiente (Ecuador 2)          | Tvåa i Serie A 2013                                                             |
| Ecuador 3 platser            | Deportivo Quito (Ecuador 3)        | Trea i Serie A 2013                                                             |
| Paraguay 3 platser           | Cerro Porteño (Paraguay 1)         | Bäst placerade mästare i den sammanlagda tabellen av Primera División 2013      |
| Paraguay 3 platser           | Nacional (Paraguay 2)              | Näst bäst placerade mästare i den sammanlagda tabellen av Primera División 2013 |
| Paraguay 3 platser           | Guaraní (Paraguay 3)               | Bäst placerade icke-mästare i den sammanlagda tabellen av Primera División 2013 |
| Peru 3 platser               | Universitario (Peru 1)             | Vinnare av Torneo Descentralizado                                               |
| Peru 3 platser               | Real Garcilaso (Peru 2)            | Tvåa i Torneo Descentralizado                                                   |
| Peru 3 platser               | Sporting Cristal (Peru 3)          | Bäst placerade icke-kvalificerade lag i den sammanlagda tabellen                |
| Uruguay 3 platser            | Peñarol (Uruguay 1)                | Vinnare av Primera División 2012/2013                                           |
| Uruguay 3 platser            | Defensor Sporting (Uruguay 2)      | Tvåa i Primera División 2012/2013                                               |
| Uruguay 3 platser            | Nacional (Uruguay 3)               | Trea i Primera División 2012/2013                                               |
| Venezuela 3 platser          | Zamora (Venezuela 1)               | Vinnare av Primera División de Venezuela 2012/2013                              |
| Venezuela 3 platser          | Deportivo Anzoátegui (Venezuela 2) | Tvåa i Primera División de Venezuela 2012/2013                                  |
| Venezuela 3 platser          | Deportivo Anzoátegui (Venezuela 3) | Bästa icke-kvalificerade lag i den sammanlagda tabellen                         |
| Mexiko (CONCACAF) 3 inbjudna | Santos Laguna (Mexiko 1)           | Bäst placerade valbara laget i Apertura 2013                                    |
| Mexiko (CONCACAF) 3 inbjudna | León (Mexiko 2)                    | Näst bäst placerade valbara laget i Apertura 2013                               |
| Mexiko (CONCACAF) 3 inbjudna | Monarcas Morelia (Mexiko 3)        | Tredje bäst placerade valbara laget i Apertura 2013                             |

## Första omgången
I den första omgången gick alla sämst rankade lag i varje land in, ett från varje land förutom Brasilien där de två sämst rankade gick in i den första omgången. Detta innebär tolv lag och sex dubbelmöten.
| Första omgången – 12 deltagande klubblag | Första omgången – 12 deltagande klubblag | Första omgången – 12 deltagande klubblag | Första omgången – 12 deltagande klubblag | Första omgången – 12 deltagande klubblag |
| ---------------------------------------- | ---------------------------------------- | ---------------------------------------- | ---------------------------------------- | ---------------------------------------- |
| Lag 1                                    | Totalt                                   | Lag 2                                    | Möte 1                                   | Möte 2                                   |
| Sporting Cristal                         | 3–3 (4–5 str.)                           | Atlético Paranaense                      | 2–1                                      | 1–2                                      |
| Deportivo Quito                          | 1–4                                      | Botafogo                                 | 1–0                                      | 0–4                                      |
| Universidad de Chile                     | 4–2                                      | Guaraní                                  | 1–0                                      | 3–2                                      |
| Caracas                                  | 0–3                                      | Lanús                                    | 0–2                                      | 0–1                                      |
| Monarcas Morelia                         | 00002–2 (BM)                             | Santa Fe                                 | 2–1                                      | 0–1                                      |
| Oriente Petrolero                        | 1–2                                      | Nacional                                 | 1–0                                      | 0–2                                      |

## Andra omgången

### Grupp 1
| Nr | Lag                 | S | V | O | F | GM | IM | MS | P  |
| -- | ------------------- | - | - | - | - | -- | -- | -- | -- |
| 1  | Vélez Sarsfield     | 6 | 5 | 0 | 1 | 9  | 3  | +6 | 15 |
| 2  | The Strongest       | 6 | 3 | 1 | 2 | 8  | 7  | +1 | 10 |
| 3  | Atlético Paranaense | 6 | 3 | 0 | 3 | 7  | 7  | 0  | 9  |
| 4  | Universitario       | 6 | 0 | 1 | 5 | 3  | 10 | −7 | 1  |

| Hemma \ Borta       | Brasilien | Bolivia | Peru | Argentina |
| Atlético Paranaense | —         | 1–0     | 3–0  | 1–3       |
| The Strongest       | 2−1       | —       | 1–0  | 2–0       |
| Universitario       | 0–1       | 3–3     | —    | 0–1       |
| Vélez Sarsfield     | 2–0       | 2–0     | 1−0  | —         |

### Grupp 2
| Nr | Lag                     | S | V | O | F | GM | IM | MS | P |
| -- | ----------------------- | - | - | - | - | -- | -- | -- | - |
| 1  | Unión Española          | 6 | 2 | 3 | 1 | 10 | 9  | +1 | 9 |
| 2  | San Lorenzo             | 6 | 2 | 2 | 2 | 6  | 5  | +1 | 8 |
| 3  | Independiente del Valle | 6 | 2 | 2 | 2 | 10 | 10 | 0  | 8 |
| 4  | Botafogo                | 6 | 2 | 1 | 3 | 5  | 7  | −2 | 7 |

| Hemma \ Borta           | Brasilien | Ecuador | Argentina | Chile |
| Botafogo                | —         | 1–0     | 2–0       | 0–1   |
| Independiente del Valle | 2–1       | —       | 1–1       | 2–2   |
| San Lorenzo             | 3−0       | 1–0     | —         | 1–1   |
| Unión Española          | 1–1       | 4–5     | 1–0       | —     |

### Grupp 3
| Nr | Lag            | S | V | O | F | GM | IM | MS | P  |
| -- | -------------- | - | - | - | - | -- | -- | -- | -- |
| 1  | Cerro Porteño  | 6 | 3 | 1 | 2 | 10 | 9  | +1 | 10 |
| 2  | Lanús          | 6 | 2 | 2 | 2 | 6  | 5  | +1 | 8  |
| 3  | O'Higgins      | 6 | 1 | 4 | 1 | 5  | 5  | 0  | 7  |
| 4  | Deportivo Cali | 6 | 2 | 1 | 3 | 6  | 8  | −2 | 7  |

| Hemma \ Borta  | Paraguay | Colombia | Argentina | Chile |
| Cerro Porteño  | —        | 3−2      | 3–1       | 2–1   |
| Deportivo Cali | 1–0      | —        | 2–1       | 1–1   |
| Lanús          | 2–0      | 2–0      | —         | 0–0   |
| O'Higgins      | 2–2      | 1–0      | 0−0       | —     |

### Grupp 4
| Nr | Lag              | S | V | O | F | GM | IM | MS | P  |
| -- | ---------------- | - | - | - | - | -- | -- | -- | -- |
| 1  | Atlético Mineiro | 6 | 3 | 3 | 0 | 8  | 5  | +3 | 12 |
| 2  | Nacional         | 6 | 2 | 2 | 2 | 8  | 10 | −2 | 8  |
| 3  | Zamora           | 6 | 2 | 1 | 3 | 6  | 6  | 0  | 7  |
| 4  | Santa Fe         | 6 | 1 | 2 | 3 | 10 | 11 | −1 | 5  |

| Hemma \ Borta    | Brasilien | Paraguay | Colombia | Venezuela |
| Atlético Mineiro | —         | 1–1      | 2–1      | 1–0       |
| Nacional         | 2–2       | —        | 3−2      | 1–0       |
| Santa Fe         | 1−0       | 3–1      | —        | 2–2       |
| Zamora           | 0–1       | 2–0      | 2–1      | —         |

### Grupp 5
| Nr | Lag                  | S | V | O | F | GM | IM | MS | P  |
| -- | -------------------- | - | - | - | - | -- | -- | -- | -- |
| 1  | Defensor Sporting    | 6 | 3 | 2 | 1 | 11 | 5  | +6 | 11 |
| 2  | Cruzeiro             | 6 | 3 | 1 | 2 | 13 | 7  | +6 | 10 |
| 3  | Universidad de Chile | 6 | 3 | 1 | 2 | 6  | 9  | −3 | 10 |
| 4  | Real Garcilaso       | 6 | 1 | 0 | 5 | 4  | 13 | −9 | 3  |

| Hemma \ Borta        | Brasilien | Uruguay | Peru | Chile |
| Cruzeiro             | —         | 2–2     | 3−0  | 5–1   |
| Defensor Sporting    | 2–0       | —       | 4–1  | 1−1   |
| Real Garcilaso       | 2–1       | 0−2     | —    | 1–2   |
| Universidad de Chile | 0−2       | 1–0     | 1–0  | —     |

### Grupp 6
| Nr | Lag               | S | V | O | F | GM | IM | MS | P  |
| -- | ----------------- | - | - | - | - | -- | -- | -- | -- |
| 1  | Grêmio            | 6 | 4 | 2 | 0 | 8  | 1  | +7 | 14 |
| 2  | Atlético Nacional | 6 | 3 | 1 | 2 | 7  | 8  | −1 | 10 |
| 3  | Newell's Old Boys | 6 | 2 | 2 | 2 | 10 | 7  | +3 | 8  |
| 4  | Nacional          | 6 | 0 | 1 | 5 | 4  | 13 | −9 | 1  |

| Hemma \ Borta     | Colombia | Brasilien | Uruguay | Argentina |
| Atlético Nacional | —        | 0−2       | 2–2     | 1–0       |
| Grêmio            | 3–0      | —         | 1−0     | 0–0       |
| Nacional          | 0–1      | 0–1       | —       | 2–4       |
| Newell's Old Boys | 1−3      | 1–1       | 4–0     | —         |

### Grupp 7
| Nr | Lag      | S | V | O | F | GM | IM | MS | P  |
| -- | -------- | - | - | - | - | -- | -- | -- | -- |
| 1  | Bolívar  | 6 | 3 | 2 | 1 | 8  | 6  | +2 | 11 |
| 2  | León     | 6 | 3 | 1 | 2 | 10 | 7  | +3 | 10 |
| 3  | Flamengo | 6 | 2 | 1 | 3 | 10 | 10 | 0  | 7  |
| 4  | Emelec   | 6 | 2 | 0 | 4 | 7  | 12 | −5 | 6  |

| Hemma \ Borta | Bolivia | Ecuador | Brasilien | Mexiko |
| Bolívar       | —       | 2−1     | 1–0       | 1–1    |
| Emelec        | 2–1     | —       | 1−2       | 2–1    |
| Flamengo      | 2–2     | 3–1     | —         | 2−3    |
| León          | 0–1     | 3–0     | 2–1       | —      |

### Grupp 8
| Nr | Lag                  | S | V | O | F | GM | IM | MS | P  |
| -- | -------------------- | - | - | - | - | -- | -- | -- | -- |
| 1  | Santos Laguna        | 6 | 4 | 1 | 1 | 11 | 5  | +6 | 13 |
| 2  | Arsenal              | 6 | 4 | 0 | 2 | 11 | 4  | +7 | 12 |
| 3  | Peñarol              | 6 | 1 | 2 | 3 | 5  | 10 | −5 | 5  |
| 4  | Deportivo Anzoátegui | 6 | 0 | 3 | 3 | 4  | 12 | −8 | 3  |

| Hemma \ Borta        | Argentina | Venezuela | Uruguay | Mexiko |
| Arsenal              | —         | 3–0       | 1–0     | 3−0    |
| Deportivo Anzoátegui | 1–3       | —         | 1–1     | 1–1    |
| Peñarol              | 2–1       | 1−1       | —       | 0–2    |
| Santos Laguna        | 1–0       | 3–0       | 4–1     | —      |

## Slutspel
Spelordningen till åttondelsfinalerna bestämdes genom hur pass många poäng respektive lag lyckades få ihop under den andra omgången. De åtta gruppsegrarna placerades i en tabell, medan grupptvåorna placerades i en annan tabell. Gruppsegraren med flest poäng (Vélez Sarsfield) fick spela mot det sämst placerade laget (Nacional) av de lag som hamnade på andraplacering i den andra omgången.
| Nr | Gruppsegrare      | S | V | O | F | GM | IM | MS | P  |
| -- | ----------------- | - | - | - | - | -- | -- | -- | -- |
| 1  | Vélez Sarsfield   | 6 | 5 | 0 | 1 | 9  | 3  | +6 | 15 |
| 2  | Grêmio            | 6 | 4 | 2 | 0 | 8  | 1  | +7 | 14 |
| 3  | Santos Laguna     | 6 | 4 | 1 | 1 | 11 | 5  | +6 | 13 |
| 4  | Atlético Mineiro  | 6 | 3 | 3 | 0 | 8  | 5  | +3 | 12 |
| 5  | Defensor Sporting | 6 | 3 | 2 | 1 | 11 | 5  | +6 | 11 |
| 6  | Bolívar           | 6 | 3 | 2 | 1 | 8  | 6  | +2 | 11 |
| 7  | Cerro Porteño     | 6 | 3 | 1 | 2 | 10 | 9  | +1 | 10 |
| 8  | Unión Española    | 6 | 2 | 3 | 1 | 10 | 9  | +1 | 9  |

| Nr | Grupptvåor        | S | V | O | F | GM | IM | MS | P  |
| -- | ----------------- | - | - | - | - | -- | -- | -- | -- |
| 9  | Arsenal           | 6 | 4 | 0 | 2 | 11 | 4  | +7 | 12 |
| 10 | Cruzeiro          | 6 | 3 | 1 | 2 | 13 | 7  | +6 | 10 |
| 11 | León              | 6 | 3 | 1 | 2 | 10 | 7  | +3 | 10 |
| 12 | The Strongest     | 6 | 3 | 1 | 2 | 8  | 7  | +1 | 10 |
| 13 | Atlético Nacional | 6 | 3 | 1 | 2 | 7  | 8  | −1 | 10 |
| 14 | Lanús             | 6 | 2 | 2 | 2 | 6  | 5  | +1 | 8  |
| 15 | San Lorenzo       | 6 | 2 | 2 | 2 | 6  | 5  | +1 | 8  |
| 16 | Nacional          | 6 | 2 | 2 | 2 | 8  | 10 | −2 | 8  |

### Slutspelsträd
|  | Åttondelsfinaler         | Åttondelsfinaler  | Åttondelsfinaler | Åttondelsfinaler |                   |   | Kvartsfinaler | Kvartsfinaler | Kvartsfinaler | Kvartsfinaler |  |  | Semifinaler | Semifinaler | Semifinaler | Semifinaler |  |  | Final | Final | Final | Final |
|  |                          |                   |                  |                  |                   |   |               |               |               |               |  |  |             |             |             |             |  |  |       |       |       |       |
|  |                          |                   |                  |                  |                   |   |               |               |               |               |  |  |             |             |             |             |  |  |       |       |       |       |
|  |                          |                   |                  |                  |                   |   |               |               |               |               |  |  |             |             |             |             |  |  |       |       |       |       |
|  | Nacional                 | 1                 | 2                | 3                |                   |   |               |               |               |               |  |  |             |             |             |             |  |  |       |       |       |       |
|  | Nacional                 | 1                 | 2                | 3                |                   |   |               |               |               |               |  |  |             |             |             |             |  |  |       |       |       |       |
|  | Vélez Sarsfield          | 0                 | 2                | 2                |                   |   |               |               |               |               |  |  |             |             |             |             |  |  |       |       |       |       |
|  | Vélez Sarsfield          | 0                 | 2                | 2                | Nacional          | 1 | 0             | 1             |               |               |  |  |             |             |             |             |  |  |       |       |       |       |
|  |                          |                   |                  |                  | Nacional          | 1 | 0             | 1             |               |               |  |  |             |             |             |             |  |  |       |       |       |       |
|  |                          | Arsenal           | 0                | 0                | 0                 |   |               |               |               |               |  |  |             |             |             |             |  |  |       |       |       |       |
|  | Arsenal                  | Arsenal           | 0                | 0                | 0                 | 0 | 1             | 1             |               |               |  |  |             |             |             |             |  |  |       |       |       |       |
|  | Arsenal                  |                   |                  |                  |                   | 0 | 1             | 1             |               |               |  |  |             |             |             |             |  |  |       |       |       |       |
|  | Unión Española           | 0                 | 0                | 0                |                   |   |               |               |               |               |  |  |             |             |             |             |  |  |       |       |       |       |
|  | Unión Española           | 0                 | 0                | 0                | Nacional          | 2 | 0             | 2             |               |               |  |  |             |             |             |             |  |  |       |       |       |       |
|  |                          |                   |                  |                  | Nacional          | 2 | 0             | 2             |               |               |  |  |             |             |             |             |  |  |       |       |       |       |
|  |                          | Defensor Sporting | 0                | 1                | 1                 |   |               |               |               |               |  |  |             |             |             |             |  |  |       |       |       |       |
|  | Atlético Nacional        | Defensor Sporting | 0                | 1                | 1                 | 1 | 1             | 2             |               |               |  |  |             |             |             |             |  |  |       |       |       |       |
|  | Atlético Nacional        |                   |                  |                  |                   | 1 | 1             | 2             |               |               |  |  |             |             |             |             |  |  |       |       |       |       |
|  | Atlético Mineiro         | 0                 | 1                | 1                |                   |   |               |               |               |               |  |  |             |             |             |             |  |  |       |       |       |       |
|  | Atlético Mineiro         | 0                 | 1                | 1                | Atlético Nacional | 0 | 0             | 0             |               |               |  |  |             |             |             |             |  |  |       |       |       |       |
|  |                          |                   |                  |                  | Atlético Nacional | 0 | 0             | 0             |               |               |  |  |             |             |             |             |  |  |       |       |       |       |
|  |                          | Defensor Sporting | 2                | 1                | 3                 |   |               |               |               |               |  |  |             |             |             |             |  |  |       |       |       |       |
|  | The Strongest            | Defensor Sporting | 2                | 1                | 3                 | 2 | 0             | 2 (2)         |               |               |  |  |             |             |             |             |  |  |       |       |       |       |
|  | The Strongest            |                   |                  |                  |                   | 2 | 0             | 2 (2)         |               |               |  |  |             |             |             |             |  |  |       |       |       |       |
|  | Defensor Sporting (str.) | 0                 | 2                | 2 (4)            |                   |   |               |               |               |               |  |  |             |             |             |             |  |  |       |       |       |       |
|  | Defensor Sporting (str.) | 0                 | 2                | 2 (4)            | Nacional          | 1 | 0             | 1             |               |               |  |  |             |             |             |             |  |  |       |       |       |       |
|  |                          |                   |                  |                  | Nacional          | 1 | 0             | 1             |               |               |  |  |             |             |             |             |  |  |       |       |       |       |
|  |                          | San Lorenzo       | 1                | 1                | 2                 |   |               |               |               |               |  |  |             |             |             |             |  |  |       |       |       |       |
|  | San Lorenzo (str.)       | San Lorenzo       | 1                | 1                | 2                 | 1 | 0             | 1 (4)         |               |               |  |  |             |             |             |             |  |  |       |       |       |       |
|  | San Lorenzo (str.)       |                   |                  |                  |                   | 1 | 0             | 1 (4)         |               |               |  |  |             |             |             |             |  |  |       |       |       |       |
|  | Grêmio                   | 0                 | 1                | 1 (2)            |                   |   |               |               |               |               |  |  |             |             |             |             |  |  |       |       |       |       |
|  | Grêmio                   | 0                 | 1                | 1 (2)            | San Lorenzo       | 1 | 1             | 2             |               |               |  |  |             |             |             |             |  |  |       |       |       |       |
|  |                          |                   |                  |                  | San Lorenzo       | 1 | 1             | 2             |               |               |  |  |             |             |             |             |  |  |       |       |       |       |
|  |                          | Cruzeiro          | 0                | 1                | 1                 |   |               |               |               |               |  |  |             |             |             |             |  |  |       |       |       |       |
|  | Cruzeiro                 | Cruzeiro          | 0                | 1                | 1                 | 1 | 2             | 3             |               |               |  |  |             |             |             |             |  |  |       |       |       |       |
|  | Cruzeiro                 |                   |                  |                  |                   | 1 | 2             | 3             |               |               |  |  |             |             |             |             |  |  |       |       |       |       |
|  | Cerro Porteño            | 1                 | 0                | 1                |                   |   |               |               |               |               |  |  |             |             |             |             |  |  |       |       |       |       |
|  | Cerro Porteño            | 1                 | 0                | 1                | San Lorenzo       | 5 | 0             | 5             |               |               |  |  |             |             |             |             |  |  |       |       |       |       |
|  |                          |                   |                  |                  | San Lorenzo       | 5 | 0             | 5             |               |               |  |  |             |             |             |             |  |  |       |       |       |       |
|  |                          | Bolívar           | 0                | 1                | 1                 |   |               |               |               |               |  |  |             |             |             |             |  |  |       |       |       |       |
|  | Lanús                    | Bolívar           | 0                | 1                | 1                 | 2 | 2             | 4             |               |               |  |  |             |             |             |             |  |  |       |       |       |       |
|  | Lanús                    |                   |                  |                  |                   | 2 | 2             | 4             |               |               |  |  |             |             |             |             |  |  |       |       |       |       |
|  | Santos Laguna            | 1                 | 0                | 1                |                   |   |               |               |               |               |  |  |             |             |             |             |  |  |       |       |       |       |
|  | Santos Laguna            | 1                 | 0                | 1                | Lanús             | 1 | 0             | 1             |               |               |  |  |             |             |             |             |  |  |       |       |       |       |
|  |                          |                   |                  |                  | Lanús             | 1 | 0             | 1             |               |               |  |  |             |             |             |             |  |  |       |       |       |       |
|  |                          | Bolívar           | 1                | 1                | 2                 |   |               |               |               |               |  |  |             |             |             |             |  |  |       |       |       |       |
|  | León                     | Bolívar           | 1                | 1                | 2                 | 2 | 1             | 3             |               |               |  |  |             |             |             |             |  |  |       |       |       |       |
|  | León                     |                   |                  |                  |                   | 2 | 1             | 3             |               |               |  |  |             |             |             |             |  |  |       |       |       |       |
|  | Bolívar (BM)             | 2                 | 1                | 3                |                   |   |               |               |               |               |  |  |             |             |             |             |  |  |       |       |       |       |
|  | Bolívar (BM)             | 2                 | 1                | 3                |                   |   |               |               |               |               |  |  |             |             |             |             |  |  |       |       |       |       |

### Åttondelsfinaler
| Åttondelsfinaler – 16 deltagande klubblag | Åttondelsfinaler – 16 deltagande klubblag | Åttondelsfinaler – 16 deltagande klubblag | Åttondelsfinaler – 16 deltagande klubblag | Åttondelsfinaler – 16 deltagande klubblag |
| ----------------------------------------- | ----------------------------------------- | ----------------------------------------- | ----------------------------------------- | ----------------------------------------- |
| Lag 1                                     | Totalt                                    | Lag 2                                     | Möte 1                                    | Möte 2                                    |
| Nacional                                  | 3–2                                       | Vélez Sarsfield                           | 1–0                                       | 2–2                                       |
| San Lorenzo                               | 1–1 (4–2 str.)                            | Grêmio                                    | 1–0                                       | 0–1                                       |
| Lanús                                     | 4–1                                       | Santos Laguna                             | 2–1                                       | 2–0                                       |
| Atlético Nacional                         | 2–1                                       | Atlético Mineiro                          | 1–0                                       | 1–1                                       |
| The Strongest                             | 2–2 (2–4 str.)                            | Defensor Sporting                         | 2–0                                       | 0–2                                       |
| Club León                                 | 00003–3 (BM)                              | Bolívar                                   | 2–2                                       | 1–1                                       |
| Cruzeiro                                  | 3–1                                       | Cerro Porteño                             | 1–1                                       | 2–0                                       |
| Arsenal                                   | 1–0                                       | Unión Española                            | 0–0                                       | 1–0                                       |

### Kvartsfinaler
| Kvartsfinaler – 8 deltagande klubblag | Kvartsfinaler – 8 deltagande klubblag | Kvartsfinaler – 8 deltagande klubblag | Kvartsfinaler – 8 deltagande klubblag | Kvartsfinaler – 8 deltagande klubblag |
| ------------------------------------- | ------------------------------------- | ------------------------------------- | ------------------------------------- | ------------------------------------- |
| Lag 1                                 | Totalt                                | Lag 2                                 | Möte 1                                | Möte 2                                |
| Nacional                              | 1–0                                   | Arsenal                               | 1–0                                   | 0–0                                   |
| San Lorenzo                           | 2–1                                   | Cruzeiro                              | 1–0                                   | 1–1                                   |
| Lanús                                 | 1–2                                   | Bolívar                               | 1–1                                   | 0–1                                   |
| Atlético Nacional                     | 0–3                                   | Defensor Sporting                     | 0–2                                   | 0–1                                   |

### Semifinaler
| Semifinaler – 4 deltagande klubblag | Semifinaler – 4 deltagande klubblag | Semifinaler – 4 deltagande klubblag | Semifinaler – 4 deltagande klubblag | Semifinaler – 4 deltagande klubblag |
| ----------------------------------- | ----------------------------------- | ----------------------------------- | ----------------------------------- | ----------------------------------- |
| Lag 1                               | Totalt                              | Lag 2                               | Möte 1                              | Möte 2                              |
| Nacional                            | 2–1                                 | Defensor Sporting                   | 2–0                                 | 0–1                                 |
| San Lorenzo                         | 5–1                                 | Bolívar                             | 5–0                                 | 0–1                                 |

### Final
| Final – 2 deltagande klubblag | Final – 2 deltagande klubblag | Final – 2 deltagande klubblag | Final – 2 deltagande klubblag | Final – 2 deltagande klubblag |
| ----------------------------- | ----------------------------- | ----------------------------- | ----------------------------- | ----------------------------- |
| Lag 1                         | Totalt                        | Lag 2                         | Möte 1                        | Möte 2                        |
| Nacional                      | 1–2                           | San Lorenzo                   | 1–1                           | 0–1                           |